# Rue Saint-Sauveur (Paris)
Pour les articles homonymes, voir Rue Saint-Sauveur.
La rue Saint-Sauveur est une rue du 2e arrondissement de Paris.

## Situation et accès
La rue Saint-Sauveur est située dans le 2e arrondissement de Paris, dans le quartier de Bonne-Nouvelle.
Elle est globalement orientée est-ouest, parallèlement à la rue Réaumur et au sud de cette dernière. Elle commence entre les nos 181 et 183 de la rue Saint-Denis, coupe la rue Dussoubs et aboutit au carrefour des rues des Petits-Carreaux, Montorgueil et Léopold-Bellan.
Elle est située dans la zone piétonne du quartier Montorgueil.
Ce site est desservi par les stations de métro Réaumur - Sébastopol, Étienne Marcel et Sentier.

## Origine du nom

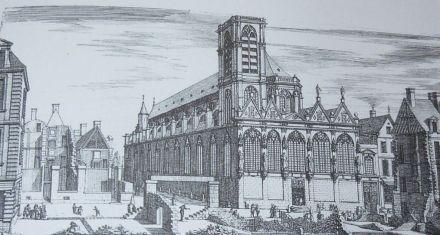
L'église Saint-Sauveur de Paris avant 1778, à l'angle de la rue Saint-Sauveur, au centre, et de la rue Saint-Denis au premier plan.

La rue Saint-Sauveur doit son nom à l'église Saint-Sauveur, église aujourd'hui disparue, et dont l'emplacement se situerait de nos jours à l'angle nord-est de la rue, c'est-à-dire aux nos 2 et 2 bis de la voie actuelle. Pour mémoire, cette église n’était pas orientée, son chevet étant tourné vers l'occident. Cet ancien édifice, qui apparait avec de nombreux détails sur le plan de Turgot de 1739, possédait une unique tour sise à l'angle des rues Saint-Sauveur et Saint-Denis.

## Historique

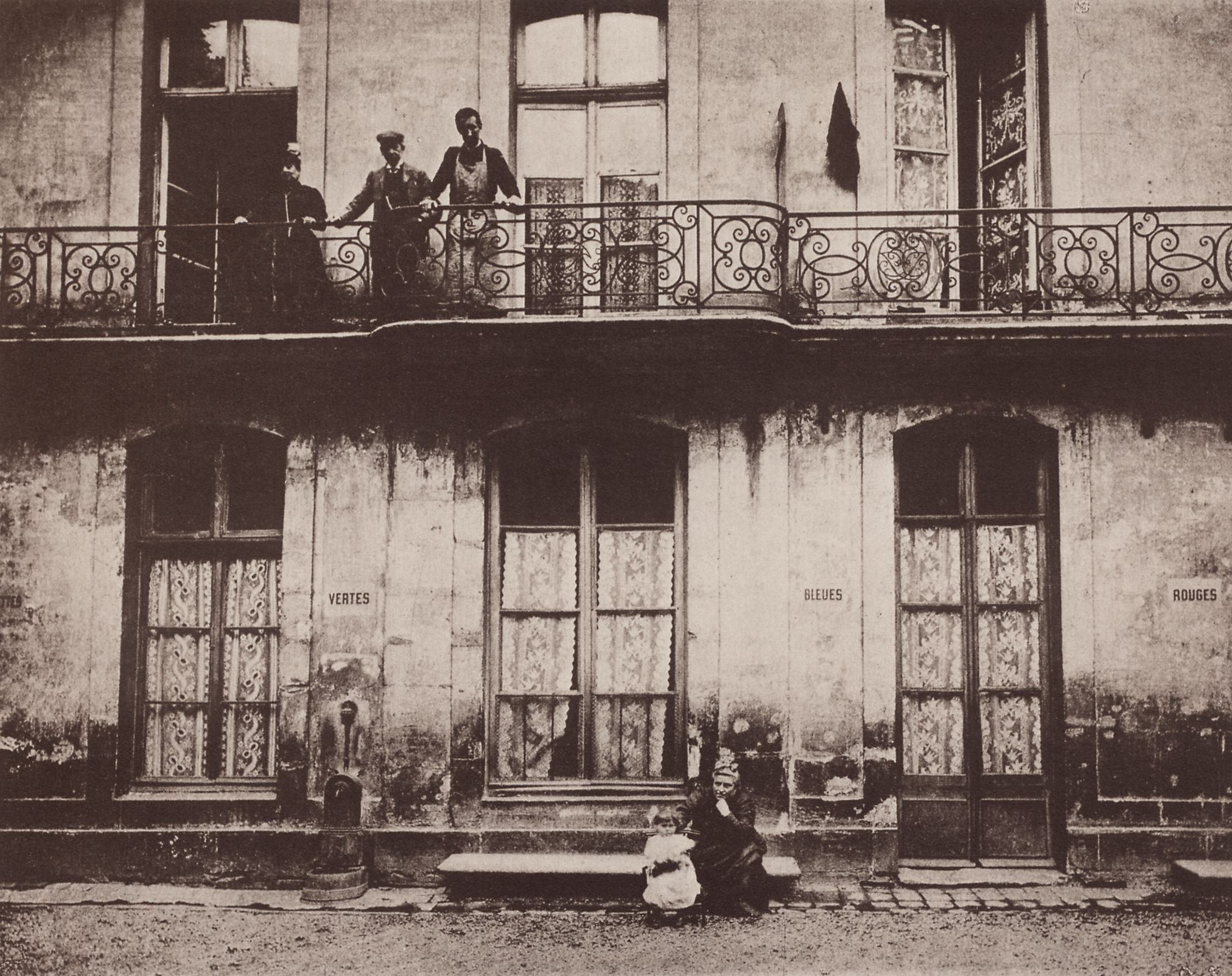
La rue au début du XXe siècle, photographie d'Eugène Atget.

Cette voie était déjà dénommée rue Saint-Sauveur en 1285. La partie qui était comprise entre les rues Montorgueil et Montmartre s'appelait autrefois « rue du Bout-du-Monde », puis est renommée « rue du Cadran » au début du XIXe siècle en l'honneur de l'établissement Wagner (l'horloger du Roi, situé au no 39 jusqu'en 1821) et enfin, en 1937, elle a pris le nom de « rue Léopold-Bellan ». Cette même partie avait été réunie à la rue Saint-Sauveur en 1851.
Elle est citée sous le nom, pour une partie, de « rue Saint Sauveur » et pour une autre partie « rue du Bout du monde » dans un manuscrit de 1636 dont le procès-verbal de visite, en date du 22 avril 1636, indique qu'elle est « orde, boueuse, avec plusieurs taz d'immundices ».
Le 30 janvier 1918, durant la Première Guerre mondiale, les nos 22, 28 et 47 rue Saint-Sauveur sont touchés lors d'un raid effectué par des avions allemands.

## Bâtiments remarquables et lieux de mémoire
La rue comporte plusieurs monuments historiques :
- No 2 et 2 bis : emplacement de l'ancienne église Saint-Sauveur, aujourd'hui disparue ; un panneau Histoire de Paris en rappelle l'histoire ;

N° 2 et 2 bis
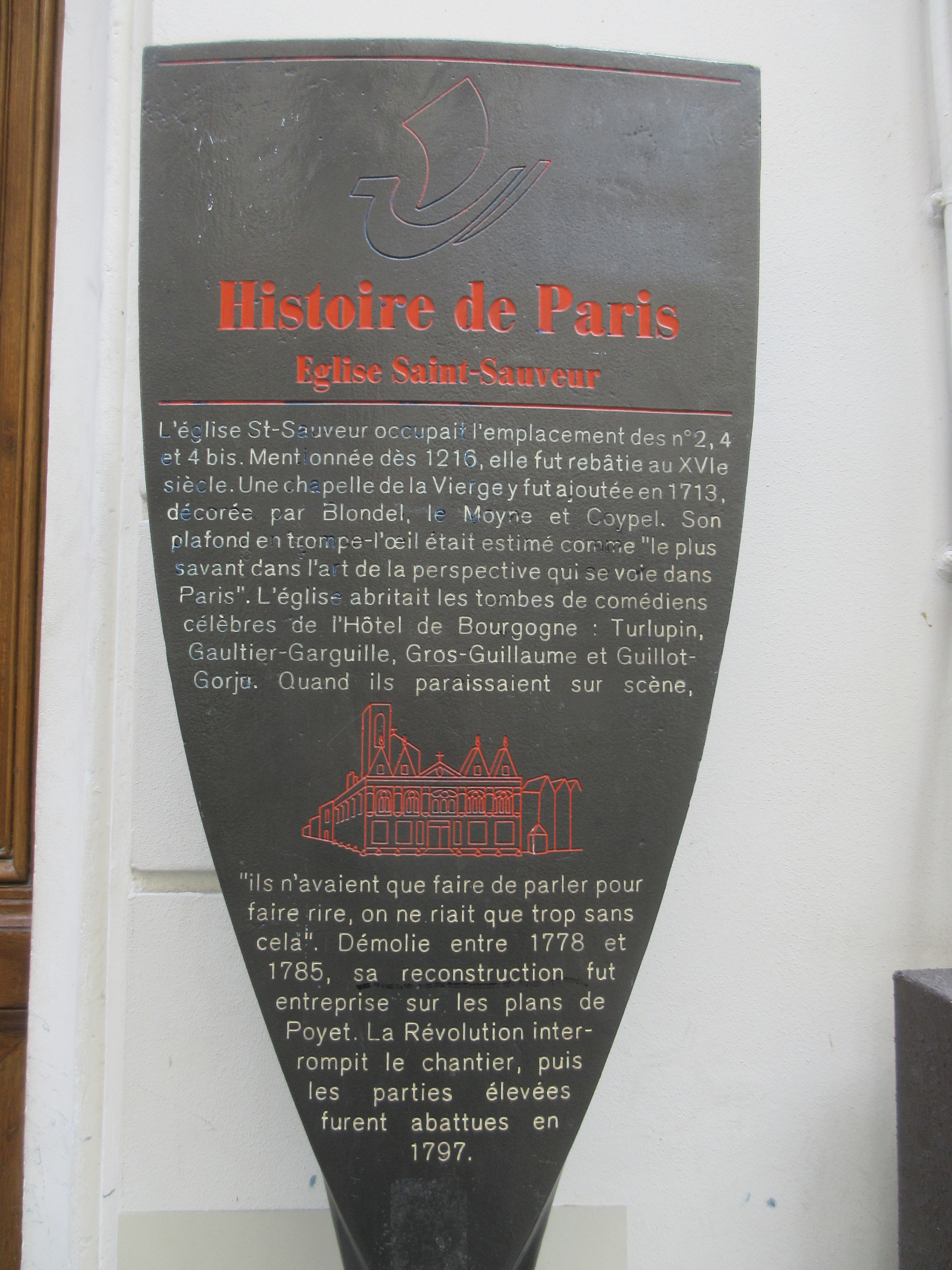
Panneau Histoire de Paris « Église Saint-Sauveur ».
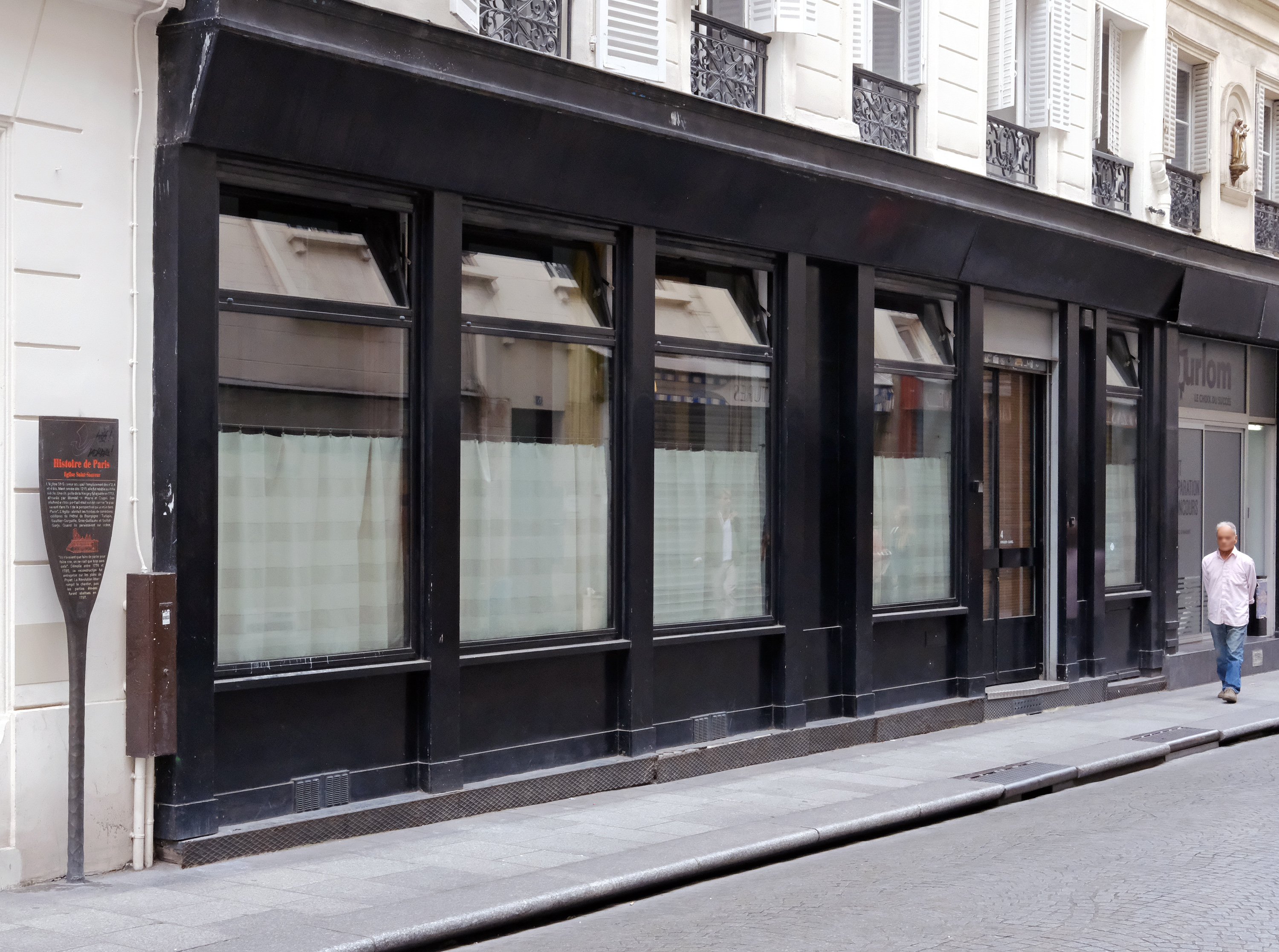
Panneau Histoire de Paris.
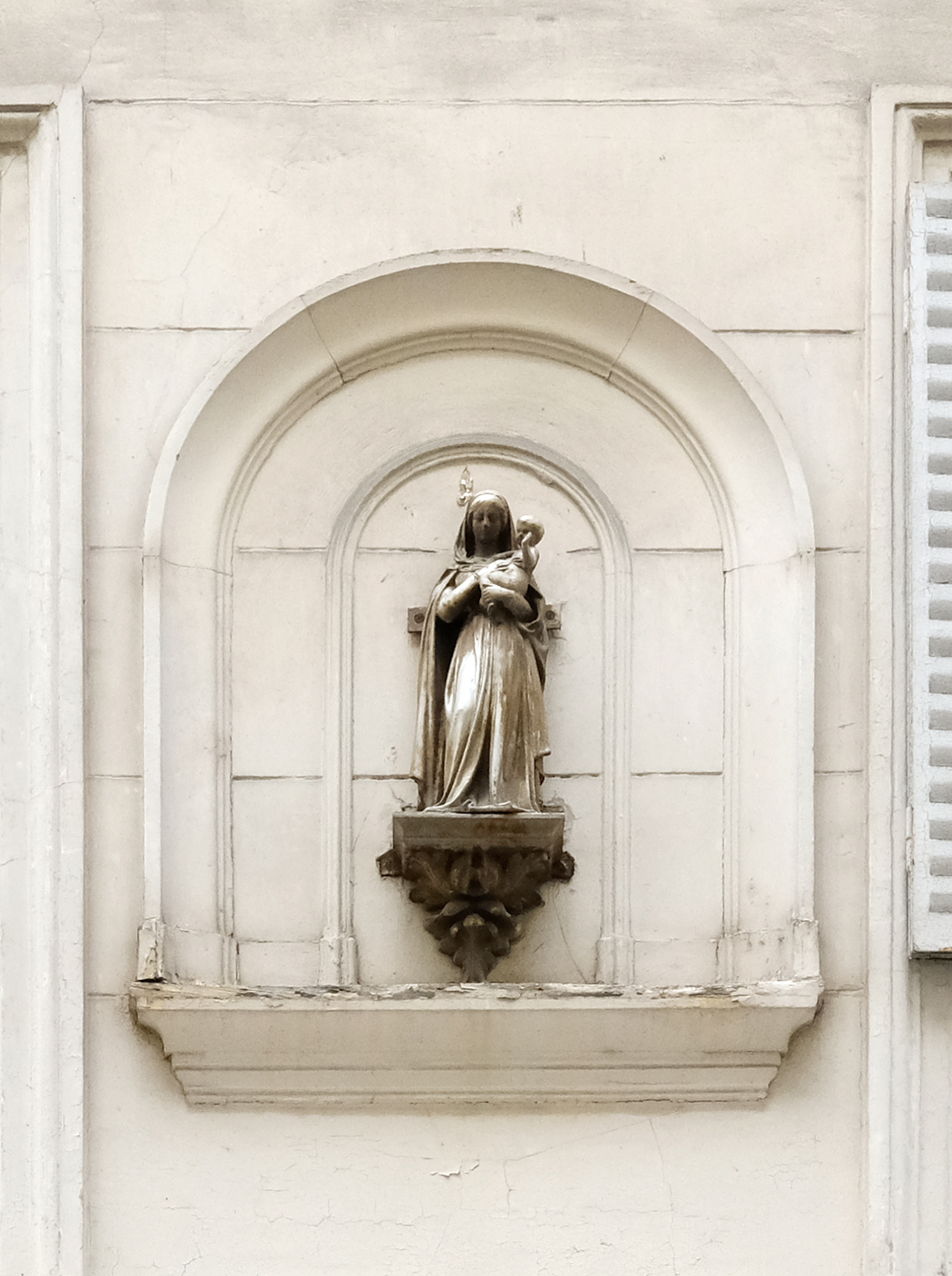
Statue d'une Vierge à l'Enfant dans une niche murale.

- No 12 : ancien hôtel d'Osmont, immeuble de rapport reconstruit par Jean-Jacques Osmont, secrétaire du roi, en 1749 suivant un plan en L, inscrit monument historique[2] ; sur l'hôtel Famini, au no 12, se trouve un cadran solaire (méridienne verticale déclinante)[3] ;
- No 14 : immeuble du XVIIIe siècle reconstruit en 1738 par l'entrepreneur Buron sur une cave médiévale, inscrit monument historique[4] ;
- No 16 : maison de rapport reconstruite en 1738 par l'entrepreneur Buron, inscrite monument historique[5] ;

N° 16
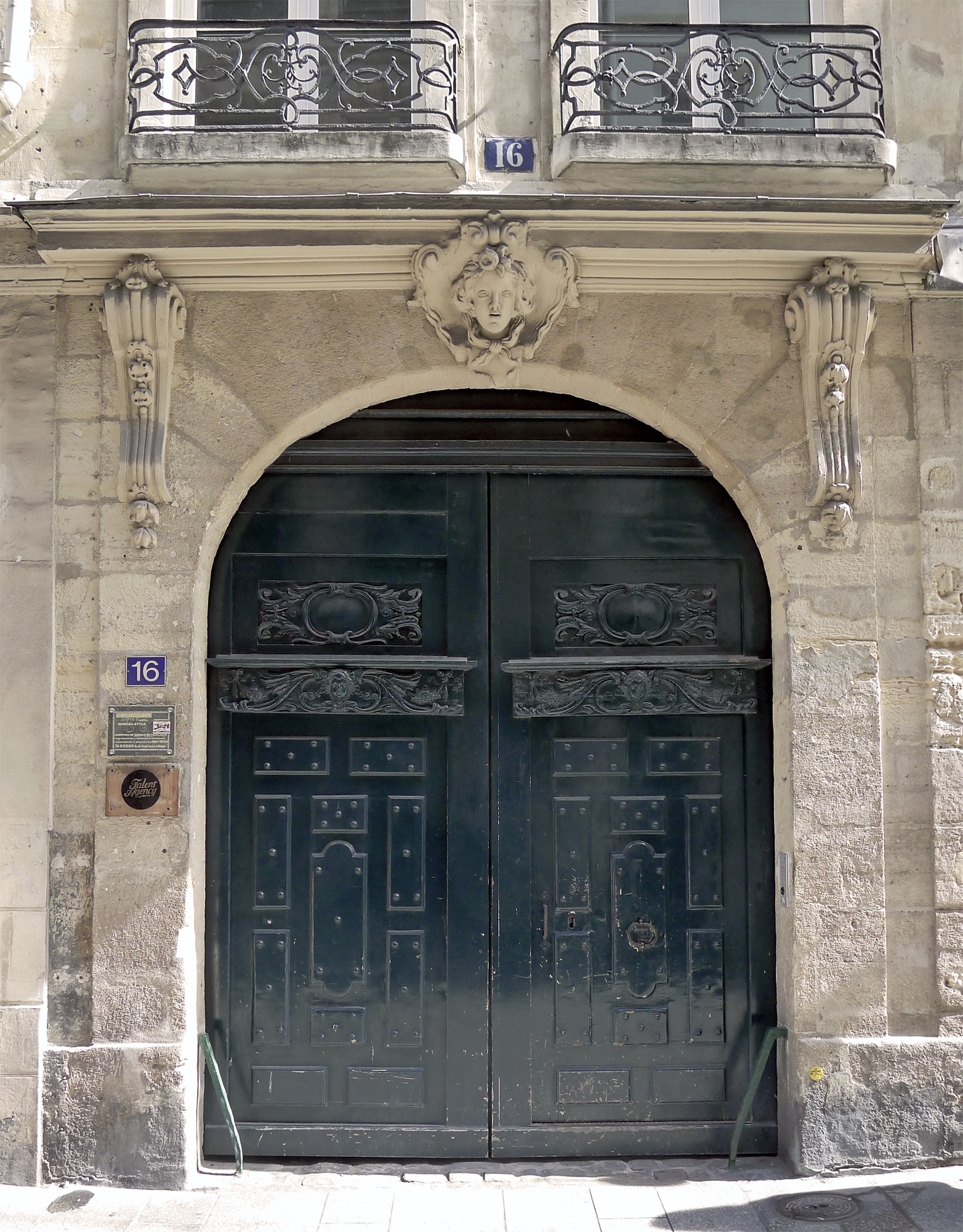
Porte d'entrée.
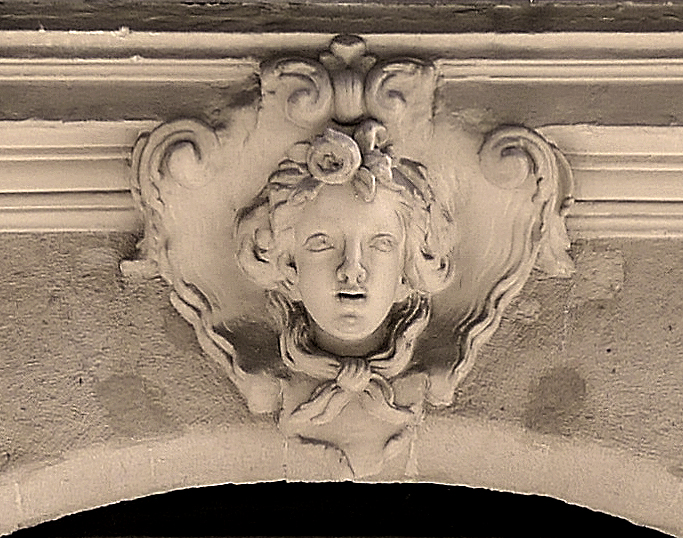
Mascaron au-dessus de la porte.

- No 17 : immeuble inscrit monument historique[6] ;
- No 18 : immeuble de rapport aménagé en 1738-1739 sous la direction du maître-maçon Jacquemar, inscrit monument historique[7] ;

N° 18
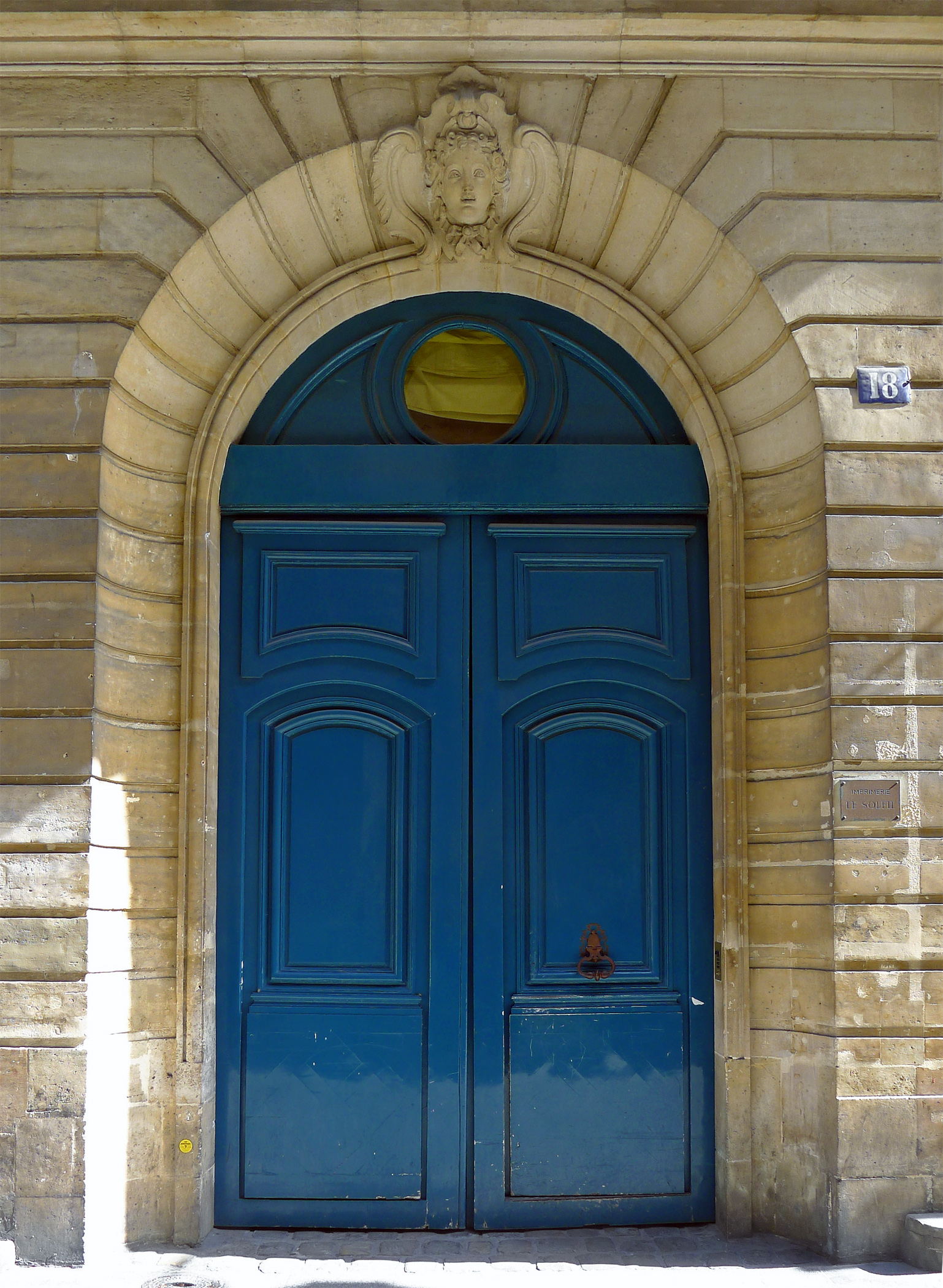
Porte d'entrée.
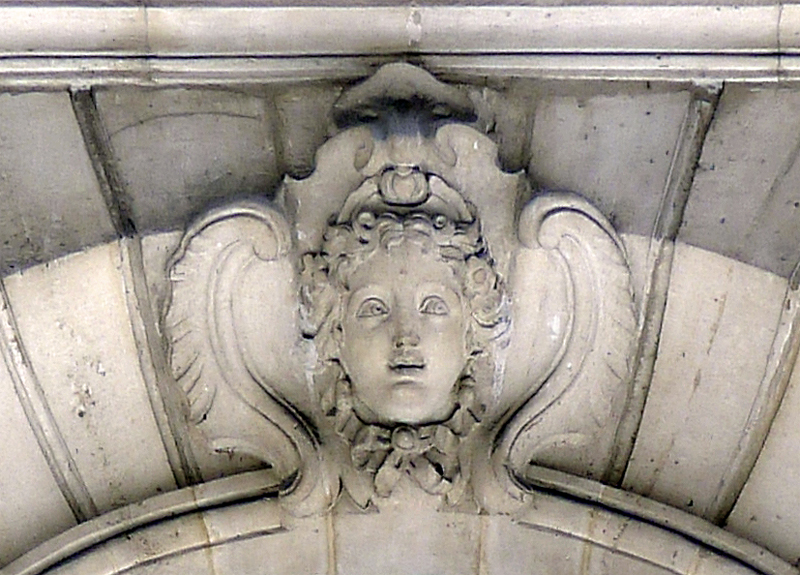
Mascaron au-dessus de la porte.

- No 20 : immeuble de rapport du XVIIIe siècle avec une façade étroite et un escalier de style Louis XIV, inscrit monument historique[8] ;

N° 20
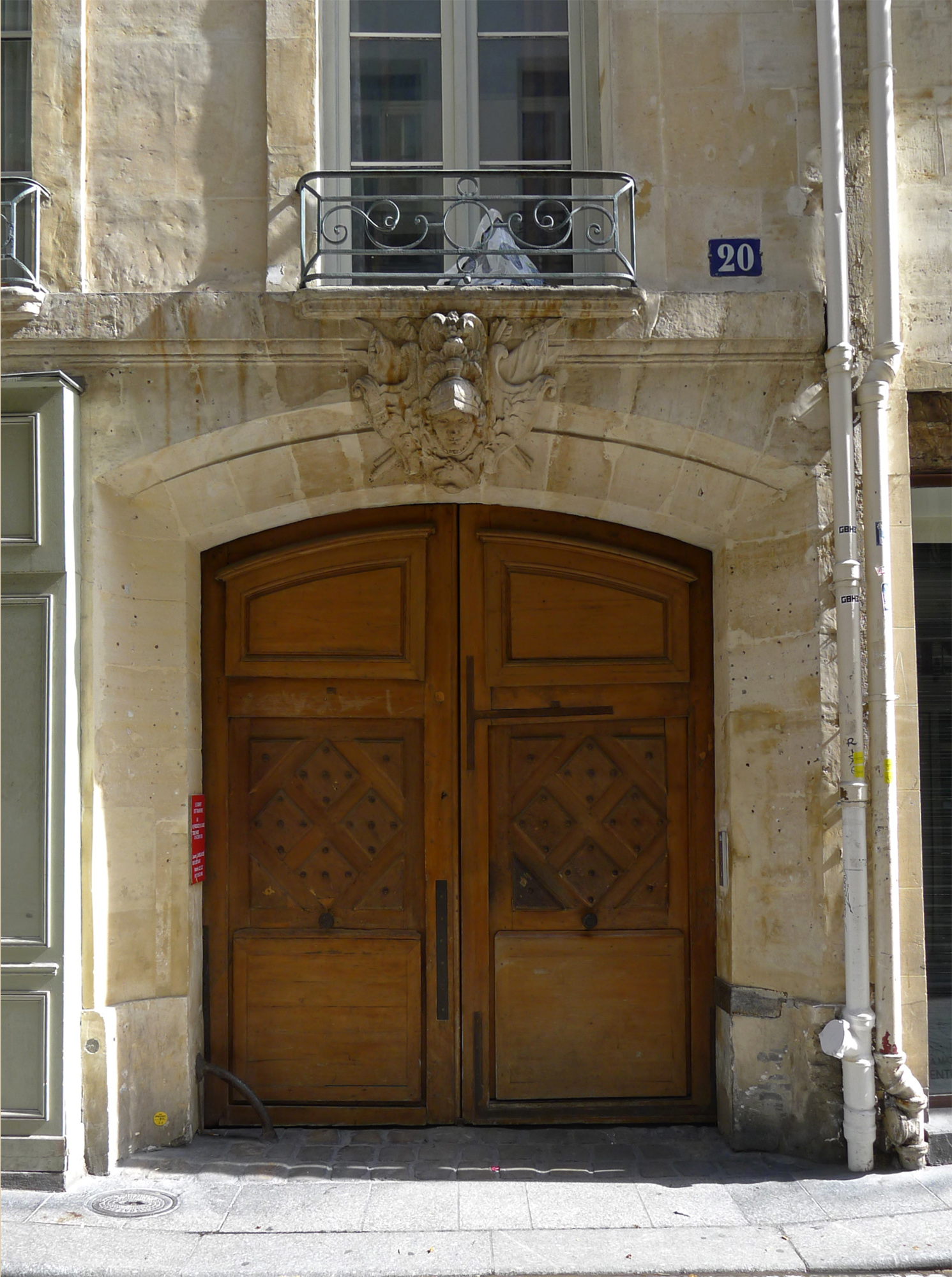
Porte d'entrée.
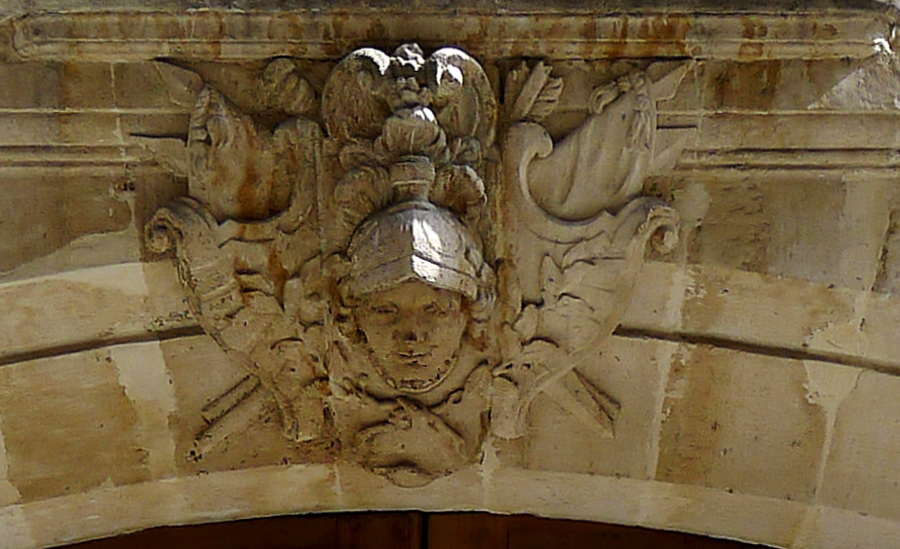
Mascaron au-dessus de la porte.

- No 22 : immeuble de rapport sur rue et un hôtel entre cour et jardin, inscrit monument historique[9].

La rue comporte également une installation murale de Pierre Comte, Mur des vents, à l'angle de la rue Dussoubs, le premier mur peint de Paris[réf. nécessaire].
Au croisement avec la rue Montorgueil se trouvait dans les années 2000 une plaque commémorative fantaisiste : « Karima BENTIFFA / Fonctionnaire / A VECU DANS CET IMMEUBLE / de 1984 à 1989 ».
Le groupe de rock alternatif La Souris Déglinguée lui consacre un titre dans l'album la Cité des Anges paru chez Celluloïd en 1984.

## Pour approfondir